# Druskieniki (okręg wileński)
Druskieniki (lit. Druskininkai) − wieś na Litwie, w gminie rejonowej Soleczniki, 4 km na południowy zachód od Dajnowy, zamieszkana przez 4 ludzi. Przed II wojną światową w Polsce, w powiecie lidzkim województwa nowogródzkiego.